# Koldo Zuazo
Koldo Zuazo Zelaieta (Éibar, Guipúzcoa, 20 de octubre de 1956) es un lingüista español, profesor de la Universidad del País Vasco (Dialectología y Sociolingüística del Euskera) y académico correspondiente de la Real Academia de la Lengua Vasca-Euskaltzaindia.

## Biografía
Es de subrayar su trabajo en el ámbito de la dialectología vasca; fruto de ello es la clasificación actual (1998) de los dialectos del euskera o euskalkiak, siendo esta la revisión más importante desde la primera clasificación realizada por Luis Luciano Bonaparte en 1863. Otra de sus aportaciones ha sido concretar los lugares de origen de los actuales dialectos vascos: Pamplona, Vitoria, posiblemente Bearne y Huesca, el eje San Sebastián-Hernani-Andoáin-Tolosa en Guipúzcoa y la zona central de Vizcaya (Durango-Amorebieta-Guernica y Luno-Bermeo). Al igual que el lingüista Koldo Mitxelena, da por seguro que la fragmentación dialectal se produjo en la época medieval.

### Ensayo
- Euskararen batasuna (La unificación del euskera). Real Academia de la Lengua Vasca, 1988.
- Euskararen sendabelarrak (Soluciones a algunos problemas del euskera). Alberdania, 2000.
- Euskara batua: ezina ekinez egina (La estandarización del euskera y sus dificultades). Elkar, 2005.
- Deba ibarreko euskara. Dialektologia eta tokiko batua (Euskera del valle del Deba. Dialectología y estándar local). Badihardugu, 2006.
- Euskalkiak. Euskararen dialektoak (Descripción de los dialectos del euskera). Elkar, 2008.
- Sakanako euskara. Burundako hizkera (El euskera de la comarca de La Barranca). Nafarroako Gobernua eta Euskaltzaindia, 2010.
- El euskera y sus dialectos. Alberdania, 2010.
- Arabako euskara (El euskera de Álava). Elkar, 2012.

### Ficción
- Neure buruaren alde (novela). Alberdania, 2011.

- Datos: Q3138338
- Multimedia: Koldo Zuazo / Q3138338